# Kajaani
Kajaani (Zweeds: Kajana) is een gemeente en stad in de Finse provincie Oulu en in de Finse regio Kainuu.  De gemeente heeft een landoppervlakte van 1.834,73 km² en telt 36.297 inwoners (2022). Kajaani heeft een regionale luchthaven met regelmatige vluchten naar Helsinki.
Kajaani was een van de steden die in 1651 werd gesticht door de Zweedse gouverneur-generaal van Finland, Per Brahe de Jonge. In die tijd was de regio Kainuu - als houtland - een belangrijke producent van teer afkomstig van dennen, en de teerhandel was de belangrijkste industrie. In 1653-4 waren de zittingen van de districtsrechtbanken van Kajaani en Sotkamo verantwoordelijk voor het goedkeuren van een weg die tussen Säräisniemi en Raahe moest worden aangelegd, waardoor de communicatie in de regio werd verbeterd.
Elias Lönnrot, die de verhalen van de Kalevala bundelde en op schrift stelde, woonde van 1833 tot 1853 in Kajaani en werkte er als arts. De nabijheid van de Karelische grens faciliteerde er zijn reizen naar dat gebied, die hij ondernam om er de vele volksverhalen te verzamelen.

## Geboren
- Anssi Paasi (1955), geograaf
- Olavi Huttunen (1960), voetballer en voetbalcoach
- Ari Tegelberg (1963-2000), voetballer
- Matti Heikkinen (1983), langlaufer
- Arttu Mäkiaho (1997), noordse combinatieskiër

Hyrynsalmi · Kuhmo · Puolanka · Suomussalmi · Kajaani · Paltamo · Ristijärvi · Sotkamo · Vaala
Voormalige gemeenten:
Kajaanin malaaiskunta · Vuolijoki